# Peramelemorphia
Ordre
Les Péramélémorphes (Peramelemorphia) sont un ordre de mammifères marsupiaux. Ils comprennent les bandicoots et les bilbies, ce qui regroupe à peu près tous les marsupiaux omnivores. Tous les membres de cet ordre sont endémiques aux deux masses de terre jumelles que sont l'Australie et la Nouvelle-Guinée et la plupart partagent les caractéristiques du Bandicoot : un corps dodu et arqué avec un long museau, des oreilles droites bien développées, de longues pattes relativement fine et une fine queue. Leur masse varie entre 140 g et 2 kg, mais la plupart des espèces ont un poids d'environ 1 kg.

## Classification
La position des Peramelemorphia dans la famille des marsupiaux a été longtemps déroutante et controversée. Il y a deux caractéristiques morphologiques qui montrent la ligne évolutive suivie par les représentants de ce groupe : le type de patte et les dents. Ces deux caractères vont dans des directions évolutives opposées !
Tous les membres de l'ordre des polyprotodontes (qui ont plusieurs paires de dents différentes sur la mâchoire inférieure) alors que les péramélémorphes en ont 3 paires. Ceci suggère qu'ils ont évolué des Dasyuromorphia, marsupiaux carnivores. Cependant, ils ont une caractéristique inhabituelle au niveau des pieds : le second et le troisième orteil sont fusionnés. Cette condition syndactyle est la caractéristique des diprotodontes, marsupiaux herbivores qui regroupent les kangourous, les wombats, les opossums et les koalas.
Les tentatives pour reconstituer le puzzle postulent que le groupe a évolué des carnivores, conservant ainsi la denture des polyprotodontes, tout en développant de façon indépendante la syndactylie de leurs pattes postérieures. Le point de vue opposé part du principe que la syndactylie est si inhabituelle qu'elle ne peut avoir évolué deux fois et qu'ainsi, les bandicoots seraient issus d'une créature diprotodonte qui ressemble à un opossum qui aurait subi une évolution des dents. Une troisième hypothèse est que le groupe de bandicoots aurait évolué d'un groupe de carnivores primitifs, qui aurait développé une syndactylie des pattes postérieures pour se spécialiser dans l'escalade des arbres, et que les diprotodontes auraient évolué de ce groupe en développant leurs dents si particulières. Les récentes analyses moléculaires n'ont pas résolu ce problème, mais suggèrent fortement que les péramélémorphes sont très distants, d'un point de vue cladistique, des autres marsupiaux.

### Liste des familles et des genres
Cet ordre se compose, selon ITIS, des familles suivantes :
- famille Chaeropodidae Gill, 1872
  - genre Chaeropus Ogilby, 1838 (éteint?)
- famille Peramelidae Gray, 1825
  - sous-famille Echymiperinae McKenna & Bell, 1997
    - genre Echymipera Lesson, 1842
    - genre Microperoryctes Stein, 1932
    - genre Rhynchomeles Thomas, 1920

  - sous-famille Peramelinae Gray, 1825
    - genre Isoodon Desmarest, 1817
    - genre Perameles É. Geoffroy Saint-Hilaire, 1804

  - sous-famille Peroryctinae Groves & Flannery, 1990
    - genre Peroryctes Thomas, 1906
- famille Thylacomyidae Bensley, 1903
  - genre Macrotis Reid, 1837

Auxquelles s'ajoute
- †Yaralidae (2 espèces fossiles décrites)